# Pterolophia annularis
Pterolophia annularis är en skalbaggsart som beskrevs av Stefan von Breuning 1938. Pterolophia annularis ingår i släktet Pterolophia och familjen långhorningar. Inga underarter finns listade i Catalogue of Life.